# Porta Metronia
Porta Metronia är en station på Roms tunnelbanas Linea C. Stationen ligger mellan Via dell'Amba Aradam och Piazzale Ipponio, och hade arbetsnamnet Amba Aradam-Ipponio. Stationen är under byggnation (2023) och planeras bli färdig 2024.
Vid byggandet av tunnelbanestationen påträffades rester av byggnader från 100-talet e.Kr.

## Kollektivtrafik
- Busshållplats för ATAC

## Omgivningar
- San Giovanni in Laterano
- San Giovanni in Fonte
- Natività di Nostro Signore Gesù Cristo
- Santo Stefano Rotondo